# Danuta Steczkowska
Danuta Steczkowska z domu Wyżkiewicz (ur. 6 lutego 1942 w Pilźnie koło Dębicy, zm. 17 listopada 2020 w Starych Budach Radziejowskich) – polska nauczycielka śpiewu i muzyki, wieloletnia prowadząca Chór Chłopięco-Męski „Cantus”.

## Życiorys
Dzieciństwo spędziła w Duląbce koło Jasła. Była absolwentką Liceum Pedagogicznego dla Wychowawców Przedszkolnych w Jaśle. W 1964 ukończyła Studium Nauczycielskie w Krośnie i w tym samym roku podjęła pracę nauczyciela w Szkole Podstawowej nr 1 w Stalowej Woli, gdzie pracowała do połowy lat 90. XX wieku. W 1967 poślubiła Stanisława Steczkowskiego. Wraz z mężem prowadziła w szkołach klasy chóralne według autorskiego profilu nauczania wzorowanego na Poznańskich „Słowikach”. Od 1978 wspólnie z mężem prowadziła Chór Chłopięco-Męski „Cantus”, który koncertował między innymi we Włoszech, Francji, Danii, Belgii, Holandii, Niemczech, Austrii, Luksemburgu i Czechosłowacji. Danuta Steczkowska była też założycielką zespołu Muzykująca Rodzina Steczkowskich, który wydał cztery płyty i również koncertował w wielu krajach Europy.

## Życie prywatne
Razem ze Stanisławem Steczkowskim miała dziewięcioro dzieci w tym Justynę i Magdę Steczkowskie.

## Odznaczenia
- Odznaka honorowa „Zasłużony dla Województwa Podkarpackiego” za zasługi dla regionu podkarpackiego (2012)[3].